# Vattenmättad

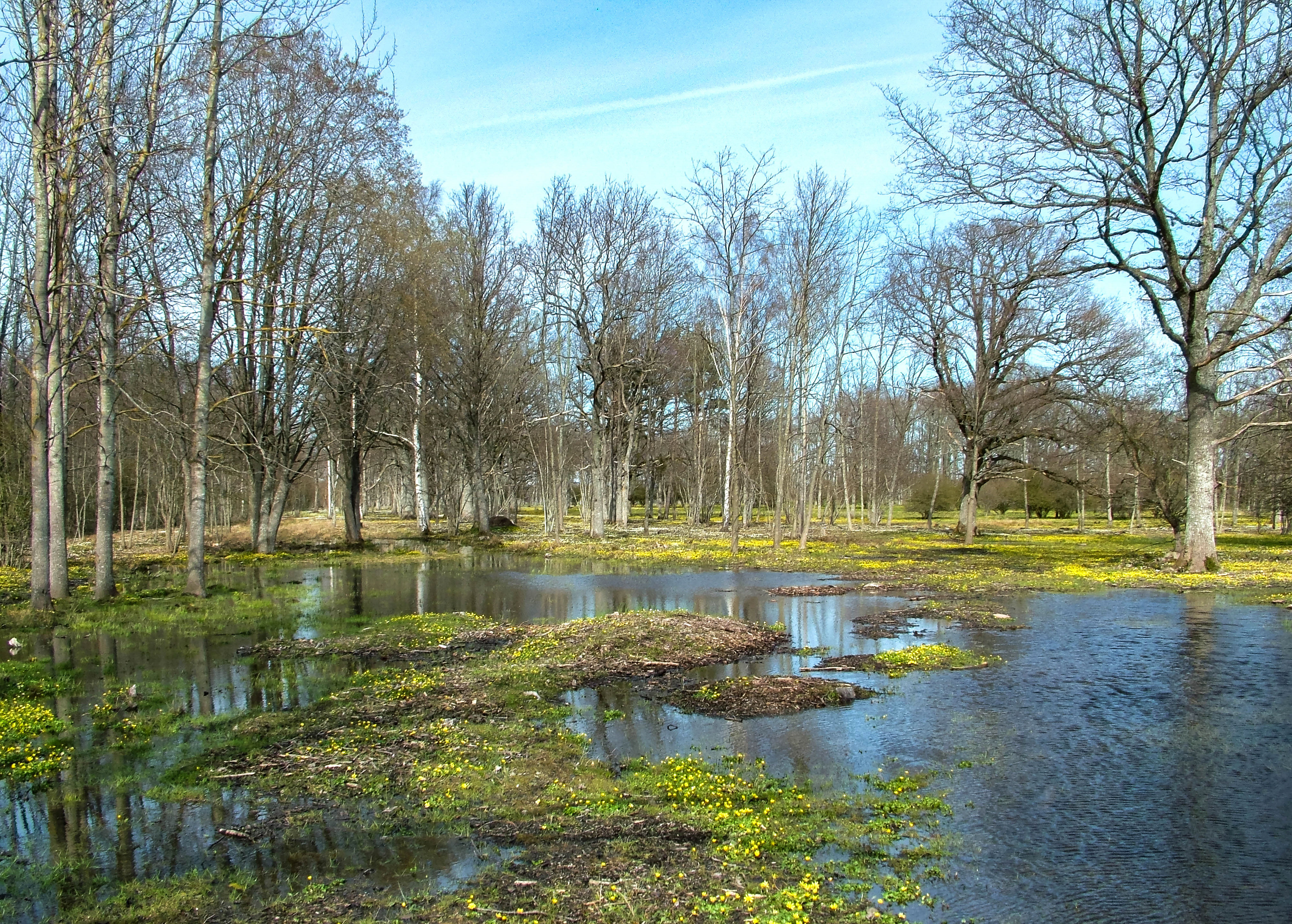
Ett vattenmättat änge i Endre distrikt, Gotland

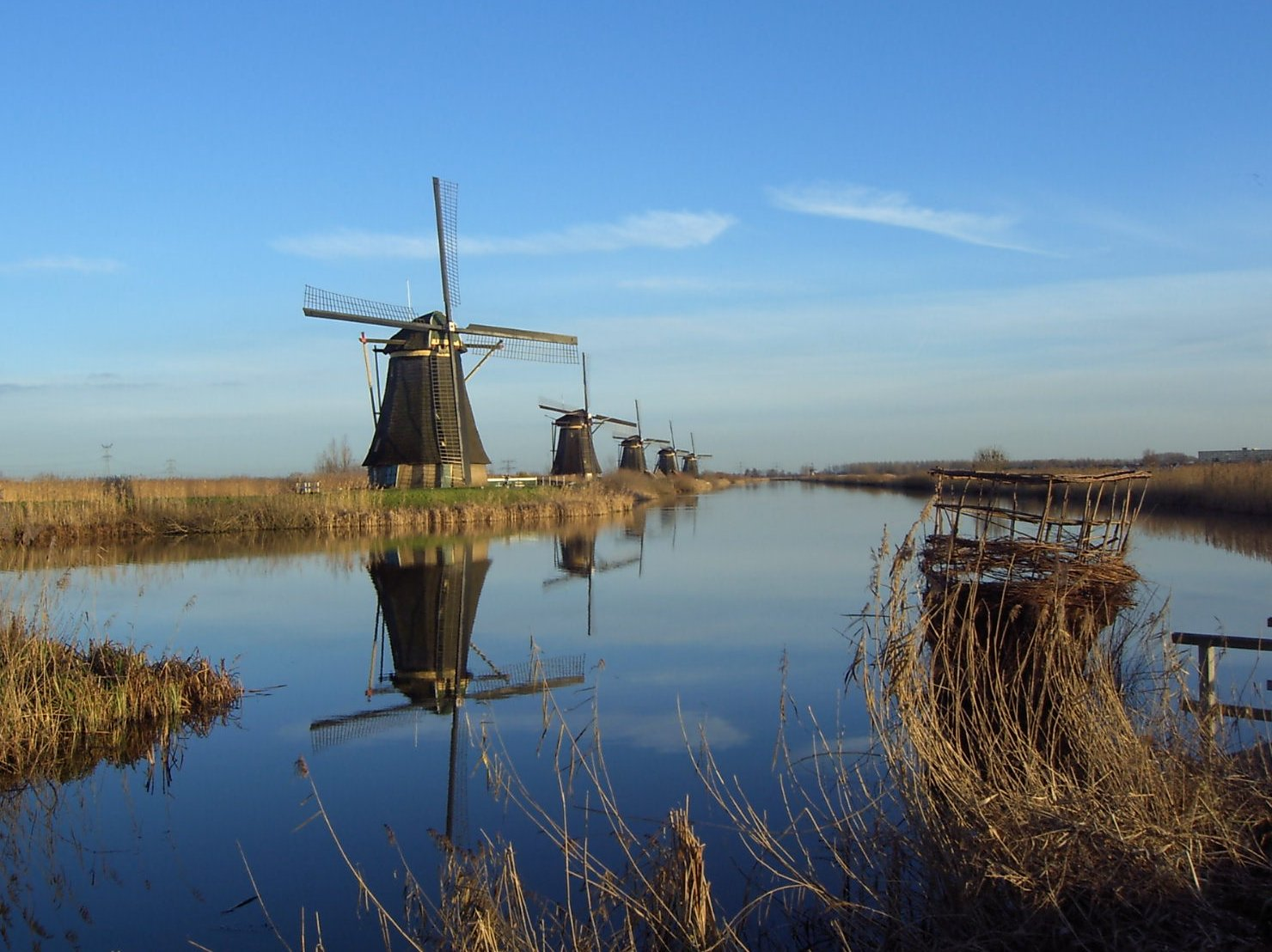
Gamla nederländska väderkvarnar som pumpade vatten till en invallad flod för att inte låglanden skulle bli vattenmättade.

Vattenmättad mark innebär att alla markporer (inklusive alla makroporer) är fyllda med vatten. Det finns sålunda ingen markluft kvar att tala om. Vattenmättad mark leder snabbt till syrgasbrist.
Även om vattenmättad mark teoretiskt kan uppträda vid en negativ tryckpotential (på grund av markens kapillaritet i kombination med enbart små markporer), så fordrar vattenmättnad i praktiken en positiv tryckpotential. Sålunda är marken vattenmättad överallt där det finns grundvatten och omättad överallt där det finns markvatten.